# Ма, Джон
Джон Ма (англ. John Ma) — американский антиковед, специалист по эллинизму китайского происхождения. Доктор философии (1997), профессор и завкафедрой классики Колумбийского университета. Иностранный член Бельгийской королевской академии наук и искусств (2010). Лауреат Philip Leverhulme Prize (2004).
Вырос в Женеве, окончил там Колледж Калвин (1987). В Оксфорде получил степени бакалавра (1991) и доктора философии DPhil по истории античности (под началом Фергуса Миллара); его докторская диссертация легла в основу его первой книги (Оксфорд, 2000). С того же 1997 года ассистент-профессор Принстона. С 2001 года феллоу оксфордского колледжа Корпус-Кристи (по 2017); также являлся там феллоу Колледжа всех душ (1992—1999). С 2015 года профессор Колумбийского университета.
Автор книг Antiochos III and the cities of Western Asia Minor (Oxford, 2000; 2-е изд. 2002; фр. пер. 2004) и Statues and Cities: Honorific Portraits and Civic Identity in the Hellenistic World (2013, переизд. 2015). Соредактор Interpreting the Athenian Empire (Duckworth, 2009).